# 기업법무팀
기업법무팀은 기업 내에서 법적 업무를 맡는 부서를 일반적으로 말한다. 기업이 로펌에 의뢰하기 보다 자체적으로 법률인력을 고용하여 (예를 들어 사내변호사) 내부적으로 해결하는 경우가 중견기업과 대기업의 경우 흔하다. 한국의 기업은 현재 사내 변호사를 강화하는 추세이며 SK의 경우 2007년 현재 SK와 SK텔레콤의 법무팀이 각각 37명, 45명으로 그룹 전체적으로는 대략 100여 명에 이르는 인력이 활동하고 있다. SK주식회사에는 국내 변호사는 5명, 해외변호사는 7명이 활동하고 있다. SK텔레콤의 기업 법무는 미국 변호사인 황석진 상무, 사업 법무는 박용주(사시 31회) 상무가 맡고 있다.
LG그룹의 경우 2007년 현재 한국 변호사 14명(이중 3명은 미국변호사 자격증 소유), 외국 변호사 17명 등 총 28명의 변호사와 100여 명의 법무 인력이 활동하고 있다. 해외 법인에서 활동하는 외국 변호사는 52명이다.

## 한국 주요 대표기업 법무팀 현황
| 그룹            | 국내변호사 | 외국변호사 |
| --------------- | ---------- | ---------- |
| 삼성            | 68         | 106        |
| 현대 기아자동차 | 4          | 55         |
| SK              | 12         | 14         |
| LG              | 15         | 75         |
| 롯데            | 2          | -          |
| 포스코          | 5          | 8          |
| KT              | 4          | 2          |
| GS              | 7          | 10         |
| 금호아시아나    | -          | 6          |
| 한진            | 4          | 1          |
| 현대중공업      | 4          | 4          |
| 한화            | 10         | 1          |
| 두산            | 2          | -          |

## 논란
삼성 비자금 사건에서 기업법무팀 소속 변호사는 비밀준수의 의무가 있는지 논란이 되고 있다.

## 같이 보기
- 사내변호사

## 참고 문헌
1. ↑  기업 법무팀 그들은 누구인가
2. ↑  기업 법무팀에선 무슨일 할까 … 소송.계약자문 등 법률리스크 관리